# Habreuresis
Habreuresis és un gènere d'aranyes araneomorfes de la subfamília Erigoninae, dins de la família Linyphiidae.
Fou descrit per primera vegada per Alfred Frank Millidge l'any 1991.

## Distribució
És un endemisme que es pot trobar a Xile.

## Llista d'espècies
Segons The World Spider Catalog 12.0:
- Habreuresis falcata Millidge, 1991 (Espècie tipus)
- Habreuresis recta Millidge, 1991